# 클라겐푸르트란트군

클라겐푸르트란트군의 위치

클라겐푸르트란트군(독일어: Bezirk Klagenfurt-Land)은 오스트리아 케른텐주에 위치한 군으로 행정 중심지는 클라겐푸르트이며 면적은 765.59km2, 인구는 58,435명(2014년 기준), 인구 밀도는 76명/km2이다. 서쪽으로는 필라흐란트군, 북서쪽으로는 펠트키르헨군, 북쪽으로는 클라겐푸르트, 북동쪽으로는 장크트파이트안데어글란군, 동쪽으로는 푈커마르크트군과 접하며 남쪽으로는 슬로베니아와 국경을 접한다.

## 하위 행정 구역
1개 도시, 8개 시장도시, 10개 일반 시를 관할한다.
- 도시
  - 페를라흐(Ferlach)
- 시장도시
  - 에벤탈인케른텐(Ebenthal in Kärnten)
  - 파이스트리츠임로젠탈(Feistritz im Rosental)
  - 그라펜슈타인(Grafenstein)
  - 마그달렌스베르크(Magdalensberg)
  - 마리아잘(Maria Saal)
  - 모스부르크(Moosburg)
  - 포거스도르프(Poggersdorf)
  - 시플링암뵈르터제(Schiefling am Wörthersee)
- 일반 시
  - 코이차흐암제(Keutschach am See)
  - 쾨트만스도르프(Köttmannsdorf)
  - 크룸펜도르프암뵈르터제(Krumpendorf am Wörthersee)
  - 루트만스도르프(Ludmannsdorf)
  - 마리아라인(Maria Rain)
  - 마리아뵈르트(Maria Wörth)
  - 푀르차흐암뵈르터제(Pörtschach am Wörther See)
  - 장크트마르가르텐임로젠탈(Sankt Margareten im Rosental)
  - 테헬스베르크암뵈르터제(Techelsberg am Wörther See)
  - 첼(Zell)